# Ямадэра, Коити

Коити Ямадэра (яп. 山寺 宏一 Ямадэра Ко:ити, род. 17 июня 1961, Такадзё, префектура Мияги) — японский сэйю, певец и рассказчик. Окончил экономический факультет Университета Тохоку Гакуин и в настоящее время аффилирован с Across Entertainment. До этого он был связан с Токийским обществом потребительской кооперации актеров.
Наиболее известен своими ролями в аниме «Манускрипт ниндзя» (Дзюбэй Кибагами), Cowboy Bebop (Спайк Шпигель), «Призрак в доспехах» (Тогуса), «Евангелион» (Рёдзи Кадзи), Anpanman (Чиз), «Ранма ½» (Рёга Хибики). Также является официальным голосом Дональда Дака в японском дубляже и озвучивал Бэтмена в японской версии фильма «Бэтмен-ниндзя». Дублирует на японский язык Уилла Смита, Джима Керри и Эдди Мерфи.

## Личная жизнь
23 мая 1993 года Ямадэра женился на сэйю Мике Канаи. Они развелись в 2006 году, хотя огласки этого не было до 2007 года. 17 июня 2012 года Ямадэра женился на сэйю Риэ Танаке, церемония прошла на Гавайях 3 января 2013 года. В августе 2018 года они объявили о разводе.

## Роли в озвучке

### Анимационные сериалы
| Год  | Название                                                | Роль                                   |
| ---- | ------------------------------------------------------- | -------------------------------------- |
| 1986 | «Приключения Боско»                                     | Отто                                   |
| 1987 | City Hunter                                             | Абэ, хитман, сканк, Инспектор Фукамаси |
| 1988 | Anpanman                                                | Чиз                                    |
| 1989 | «Ранма ½»                                               | Рёга Хибики                            |
| 1990 | «Приключения мультяшек»                                 | Плаки Дак                              |
| 1995 | «Евангелион»                                            | Рёдзи Кадзи                            |
| 1997 | «Покемон»                                               | Камонэги (эпизод 49)                   |
| 1998 | Cowboy Bebop                                            | Спайк Шпигель                          |
| 2002 | «Призрак в доспехах: Синдром одиночки»                  | Тогуса                                 |
| 2002 | «Космический пират Капитан Харлок: Бесконечная одиссея» | Капитан Харлок                         |
| 2006 | Gintama                                                 | Наставник Сёё Ёсида                    |
| 2012 | Sword Art Online                                        | Хитклиф и Акихико Каяба                |
| 2020 | «Слушатели»                                             | Кевин Валентин                         |

### Анимационные фильмы
| Год  | Название                                     | Роль                                       |
| ---- | -------------------------------------------- | ------------------------------------------ |
| 1988 | Mobile Suit Gundam: Char’s Counterattack     | Гюней Гусс                                 |
| 1989 | «Ведьмина служба доставки»                   | Булочник                                   |
| 1993 | «Манускрипт ниндзя»                          | Дзюбэй Кибагами                            |
| 2001 | «Актриса тысячелетия»                        | Человек с ключом (Художник)                |
| 2001 | «Сакура: Война миров. Фильм»                 | Брент Фурлонг                              |
| 2004 | «Призрак в доспехах: Невинность»             | Тогуса                                     |
| 2005 | Xenosaga: The Animation                      | Альбедо Пьязолла и Гайгнун Кукай (Нигрэдо) |
| 2005 | ''Pokémon: Lucario and the Mystery of Mew''  | Мью и Аарон                                |
| 2006 | «Паприка»                                    | Доктор Морио Осанай                        |
| 2007 | «Меч чужака»                                 | Ло Лан (Раро)                              |
| 2011 | «Монстры на острове»                         | Гундзё                                     |
| 2015 | One Piece                                    | Донкихот Росинант                          |
| 2019 | City Hunter the Movie: Shinjuku Private Eyes | Синдзи Микуни                              |
| 2020 | A Whisker Away                               | Кот-продавец масок                         |
| 2020 | «За гранью моего мира»                       | Гимон                                      |

### OVA
- Tokyo Babylon — Ямагава

### Видеоигры
- ''Rival Schools: United by Fate''[англ.] — Дайго Кадзама
- Kingdom Hearts, Kingdom Hearts II и в Kingdom Hearts Birth by Sleep — Дональд Дак.
- Final Fantasy IV, Dissidia 012 Final Fantasy, Dissidia Final Fantasy NT, Dissidia Final Fantasy Opera Omnia — Каин Хайвинд
- Danganronpa V3: Killing Harmony — Монокумарза
- Yakuza — Сюн Акияма